# Teoria de gauge
As teorias de gauge, também chamadas de teorias de calibre, representam uma classe de teorias físicas baseadas na ideia de que as transformações de simetria podem ser locais ou globais. Essa ideia aplica-se não somente às teorias de campo, mas aos sistemas de dimensão finita, como alguns descritos por equações diferenciais ordinárias.
Muitas teorias são descritas por lagrangianas que são invariantes sob determinados grupos de transformações de simetria. Quando tais grupos são invariantes sob uma transformação em cada ponto do espaço, esses grupos descrevem uma simetria global.
Em uma Teoria de Gauge, a exigência de que as transformações sejam globais é deixada de lado, e a lagrangiana possui uma simetria meramente local. Isso pode ser visto como uma generalização do princípio de equivalência da Relatividade Geral, onde em que cada ponto do espaço-tempo é permitida uma escolha de um referencial local.